# Мокра Калигірка
Мокра Калигі́рка — село в Україні, центр Мокрокалигірської сільської громади Звенигородського району Черкаської області. Населення становить 1975 осіб.

## Географія
Село Мокра Калигірка (давня назва — Велика Калигірка, Великий Калавур) розташоване за 90 км від обласного центру та за 20 км від найближчої залізничної станції Шпола. До колишнього районного центру Катеринополя — 22 км. Селом тече річка Калигурка.

## Історія
В історичних джерелах Мокра Калигірка згадується на початку XVIII ст., тоді як належала панам Любомирським. Поселення виникло від втікачів-кріпаків, коли дана територія належала до Брацлавського воєводства. Після завершення визвольної війни Богдана Хмельницького, в епоху Руїни, ця територія, хоч і належала польським магнатам, проте контролювалася військом запорізьким і Московією, згідно з угодою «Вічного миру». Коли ж Портою (Туреччиною) було тимчасово захоплено степову частину України, з'явилася необхідність виставити прикордонні пости, що називалися калавурами/калаурками.
Походження назви села в документах не знайдено. За переказами старожилів, назва поселення могла піти з 1674 p., коли московські війська і лівобережні козаки, що здійснювали похід проти турецького війська, встановили контроль над десятьма правобережними полками. З історичних джерел відомо, що в селищі стояв великий колавур (від тюркськ. «караул», тобто пост), а в сусідньому — малий, звідси й назва сіл «Большая Калавурия» (Мокра Калигірка) та «Малая Калавурия» (Суха Калигірка) з поступовою зміною на Калигірку. Частина жителів до сьогодні називає своє село Великою Калигіркою.
Є припущення, що коригування у назвах Мокрої Калаурки та сусідньої Сухої Калаурки на, відповідно, Мокру/Суху Калигірку відбулося після переходу земель цієї місцевості у 1860-ті роки у володіння офіцера грецького походження Бернардакі: обидва селища розташовані на зручних і красивих підвищеннях-гірках (грец. κάλλος «гарний» та Όρος «гора») і внаслідок співзвуччя обох назв.
Межа прикордонних постів пролягала уздовж вододілу річки Велика Вись, за якою починався степ з назвою «Дике поле» . Крім представлених до охорони кордону козаків, пости, у разі необхідності, поповнювалися новобранцями з поселення. Найближчим пунктом прийому сигналів було нинішня Сигнаївка. Сигнали постові передавали, запалюючи смоляні бочки на сторожових вежах або вершниками.
Після падіння Порти сторожові пости втратили значення і поселення набуло назви Калигірка.
У 1760 році зведена дерев'яна Покровська церква, якій належало 36 десятин землі.
1793 року, після загарбання правобережних земель Російською імперією, містечко перейшло до поміщиків Лопухіних. 1804 року тут налічувалося 512 кріпосних лише чоловічої статі.
Виникнення промислових підприємств, розгортання торгівлі, особливо хлібної, сприяло припливу населення до містечка. Якщо перед реформою 1861 року тут було 226 дворів і мешкало 1164 жителі, то на початку XX ст.— 539 дворів і 3263 осіб населення.
У 1860-х роках відставний майор Адріан Федорович Лопухін продав свій маєток, що включав Мокру Калигірку разом з іншими навколишніми землями та населеними пунктами, поручику Дмитру Єгоровичу Бенардакі.
У 1847 в Мокрій Калигірці проживало 395 євреїв, в 1897 — 1 677 евреїв (54 %), в 1923—156 євреїв, в 1939—115 євреїв .
Основні заняття єврейського населення Мокра Калигірка в 19 — поч. 20 ст. — ремесла і торгівля. У 1896 році діяла єврейська богадільня. У 1914 євреям належали аптека, булочна і 52 лавки (в тому числі 13 мануфактурних, 2 бакалійні).
Більшовики захопили владу у містечку в січні 1918 року. Але вже в березні 1918 року його зайняли австрійські та німецькі війська.
 Восени 1919 року містечко захопили денікінці. Землю, худобу, інвентар повертали поміщикам, грабували населення. На початку 1920 року в Мокру Калигірку вступають більшовицькі банди, встановлюється радянська окупація, проте опір червоним триває до середини 1920-х років.
31 січня 1920 року у Мокрій Калигірці під час Зимового походу зупинявся на годинний відпочинок Кінний полк Чорних Запорожців Армії УНР.

## Загальні відомості
Село Мокра Калигірка — адміністративно-територіальна одиниця, до якої входить село Любисток, колишній відділок Ярошівського цукрорадгоспу.
Населення с. Мокра Калигірка та с. Любисток станом на 01.01.2008 р. становить 2012 осіб, у тому числі дітей віком до 18 років — 358 осіб, багатодітних — 13 сімей, у них виховуються 47 дітей, 19 неповних сімей, у яких виховуються 32 дитини, дітей-інвалідів віком до 18 років — 4 особи, дітей, які постраждали внаслідок аварії на ЧАЕС — 263 особи, старших осіб працездатного віку — 876.
На території села розміщені загальноосвітня школа І-ІІІ ступенів, професійно-аграрний ліцей, дитячий дошкільний заклад «Ромашка», дільнична лікарня, психоневрологічний інтернат на 135 місць. Будинок культури, сільська бібліотека.
Населення села користується послугами поштового відділення зв'язку, відділення «Укртелекому». відділення Ощадбанку. У 2005—2006 pp. введені в експлуатацію станції мобільного зв'язку «Kyivstar» та «UMC», встановлено банкомат «ПриватБанку». Працює магазин Райст, 8 магазинів підприємців села та працюють два підприємці з обслуговування та ремонту легкових автомобілів.
На території села діють промислове підприємство ТОВ «Сиророб» та сільськогосподарське — ТОВ «Кочубій».
Розміщення на території села професійно-аграрного ліцею та психоневрологічного інтернату для інвалідів, що фінансуються з обласного бюджету, дає працівникам даних установ гарантовану оплату праці та робочі місця. Введення нових спеціальностей у ліцеї дає приплив молоді в село і ймовірність залишитися на роботі та на проживання в селі.
21 травня 2000 р. населення Мокрої Калигірки відзначало 300-річчя з дня першої згадки про село. В травні 2008 року в місцевому парку було проведено незабутній День села з виставками народної творчості, виступами аматорських колективів та змаганням між вуличними округами на найкраще представлення.
З 2014 року розпочато промислову розробку Мокрокалигірського родовища бурого вугілля поблизу села Лисяча Балка Катеринопільського району. Зольність вугілля становить майже 12 відсотків, і його використовуватимуть для виготовлення паливних брикетів. Першими звернули увагу на поклади корисних копалин в цій місцевості німецькі геологи під час нацистської окупації у роки Другої світової війни. У нинішніх розробників родовища зберігається ксерокопія старої місцевості Мокра Калигірка — Лисяча Балка, на якій німецькою мовою позначено «Не бомбити!». Після війни розвідку корисних копалин у Катеринопільському районі розпочали вітчизняні геологи, однак у кризові 80-ті роки минулого століття її довелося згорнути.

## Пам'ятки
Окрасою села є пам'ятка садово-паркового мистецтва місцевого значення «Парк», статус якої затверджений рішенням Черкаського облвиконкому № 367 від 26.06.1972 року.

## Економіка
- Молокозавод

## Постаті
- Бурштейн Арон Йосипович (1890—1965) — лікар-гігієніст, доктор медичних наук, професор.